# Nuoramoisjärvi
Nuoramoisjärvi eller Nuoramoistenjärvi är en sjö i Finland. Den ligger i kommunen Sysmä i landskapet Päijänne-Tavastland, i den södra delen av landet, 150 km norr om huvudstaden Helsingfors. Nuoramoisjärvi ligger 82,4 meter över havet. Den är 18,9 meter djup. Arean är 13,41 kvadratkilometer och strandlinjen är 41,44 kilometer lång. Sjön  ingår i Kymmene älvs huvudavrinningsområde.   I omgivningarna runt Nuoramoisjärvi växer i huvudsak blandskog.

## Öar
- Kaarnesaari, ö i Sysmä, 61°26′06″N 25°46′10″Ö / 61.435°N 25.7695°Ö (5 ha)
- Ränninsaari, ö i Sysmä, 61°26′48″N 25°43′51″Ö / 61.4468°N 25.7307°Ö (1 ha)
- Virtaansaaret, ö i Sysmä, 61°27′18″N 25°46′37″Ö / 61.4549°N 25.777°Ö (0 ha)
- Pukkisaari, ö i Sysmä, 61°25′46″N 25°49′35″Ö / 61.4295°N 25.8264°Ö (0 ha)
- Raatosaari, ö i Sysmä, 61°25′22″N 25°47′08″Ö / 61.4229°N 25.7855°Ö (0 ha)
- Rouvassaari, ö i Sysmä, 61°26′16″N 25°47′13″Ö / 61.4378°N 25.787°Ö